# غابرييل شوفالييه
غابرييل شوفالييه (بالفرنسية: Gabriel Chevallier)‏‏ (3 مايو 1895 في ليون - 6 أبريل 1969 في كان)؛ صحفي، ومصمم، وروائي، وكاتب من فرنسا.

## الجوائز
- صليب الحرب 1914-1918 (فرنسا)

## روابط خارجية
- غابرييل شوفالييه على موقع IMDb (الإنجليزية)
- غابرييل شوفالييه على موقع قاعدة بيانات الفيلم (الإنجليزية)